# Andrew Holmberg
Anders "Andrew" Tor Holmberg, född 9 maj 1918 i Wango Estate i Kenya, död 5 juli 2015 i S:t Olofs församling i Skåne län, var en svensk storviltjägare. Hans gudmor var Karen Blixen. Holmberg anses hålla världsrekordet att ha skjutit flest stora elefanter. Han medverkade 1954 i filmen Africa adventure av Robert C. Ruark.